# 唐家璇
唐家璇（1938年1月17日—），江苏镇江人，中国共产党、中华人民共和国外交官及政治人物，原副国级领导人。北京大学日语专业毕业。1973年11月加入中国共产党，是中国共产党第十五、十六届中央委员。曾任中华人民共和国国务委员、外交部部长、驻日本国大使館公使。任中国国际关系学会会长、中日友好协会会长。

## 生平
1955年至1958年，复旦大学外文系英语专业学习。1958年至1962年，北京大学东语系日语专业学习。
1962年至1964年，广播事业局对外部日语组工作。1964年至1969年，外交部翻译队工作。1969年至1970年，外交部“五七”干校劳动。
1973年11月，加入中国共产党。
1970年至1978年，中國人民對外友好協會副处长、中日友协理事。1978年至1983年，驻日本大使馆二秘、一秘。
1983年至1985年，中央国家机关外事口整党工作指导小组办公室副主任。
1985年至1988年，外交部亚洲司副司长。1988年至1991年，驻日本大使馆公使銜參贊、公使。
1991年至1993年，外交部部长助理、党委委员。1993年至1994年，外交部副部长、党委委员。1994年至1997年，外交部副部长、党委副书记。1997年至1998年，外交部党委书记、副部长。1998年至2000年，外交部部长、党委书记。
2000年至2003年3月，任外交部部长、党委委员。2003年3月17日，经国务院总理温家宝提名，国家主席胡锦涛发布第二号中华人民共和国主席令，根据第十届全国人民代表大会第一次会议的决定，唐家璇被任命为国务委员。
2004年6月，出任中国国际关系学会会长。
2012年3月15日起，担任中国日本友好协会会长。

## 纪事
- 1991年：唐家璇在中国北方地区接连发现抗日战争时期日军遗留的大量化学武器伤害中国公民；在日本通过一本有争议历史教科书的审定后向日本做出强硬交涉。他在此后升任外交部部长助理。[來源請求]
- 于2000年12月25日在北京签订《中华人民共和国和越南社会主义共和国关于两国在北部湾领海、专属经济区和大陆架的划界协定》
- 2006年：在朝鲜核爆后作为特使出访朝鲜。

## 荣誉

### 外国勋章奖章
- 北极星勋章（蒙古，2004年7月6日于北京钓鱼台国宾馆颁发[2]）